# Wilhelm Külz
Wilhelm Külz (Borna, 18 februari 1875 – Berlijn, 10 april 1948) was een Duits liberaal politicus. Külz was de zoon van een dominee. Van 1894 tot 1897 studeerde hij rechten aan de Universiteit van Leipzig. Van 1904 tot 1912 was hij burgemeester van Bückeburg en lid van de Landdag van Schaumburg-Lippe (en onder andere president van de Landdag).
Külz was van 1907 tot 1908 bijzonder commissaris van Duits Zuidwest Afrika (het huidige Namibië). Na zijn terugkeer in Duitsland was hij van 1912 tot 1923 burgemeester van Zittau. Tijdens de Eerste Wereldoorlog was hij majoor bij de reserve troepen. In november 1918 sloot Külz zich aan bij de liberale Duitse Democratische Partij (DDP). In 1919 was hij afgevaardigde in de Duitse Nationale Vergadering te Weimar. Van 1920 tot 1932 was hij rijksdagafgevaardigde voor de DDP (later Duitse Staatspartij geheten). Van 1926 tot 1927 was hij rijksminister van Binnenlandse Zaken. Van 1930 tot 1933 was hij burgemeester van Dresden.
Tijdens het naziregime zat hij meerdere malen gevangen. In 1945 was Külz één der oprichters van de Liberal Demokratische Partei Deutschlands (LDPD) in de Sovjet-bezettingszone. Op 20 november 1945 volgde hij de afgetreden dr. Waldemar Koch op als voorzitter van de LDPD. Van 1947 tot 1948 was hij co-voorzitter van de Permanente Commissie van het Duitse Volkscongres (provisorisch parlement van de Sovjet-bezettingszone, de voorloper van de Volkskammer). Hij werkte daarnaast als staatsrechtgeleerde.

## Familie
Zijn tweelingbroer was tropenarts Ludwig Külz (1875-1938). Wilhelm Külz was getrouwd met Ursula Reissmann. Zijn zoon, Helmut R. Külz (1903-1985), lid van de LDPD, was van 1946 tot 1948 minister Justitie van de deelstaat Thüringen in de Sovjet-Russische Bezettingszone (SBZ). Hij vluchtte in 1948 uit naar de Westelijke zone, sloot zich aan bij SPD, en bekleedde tal van overheidsambten in de Bondsrepubliek Duitsland en in West-Berlijn.

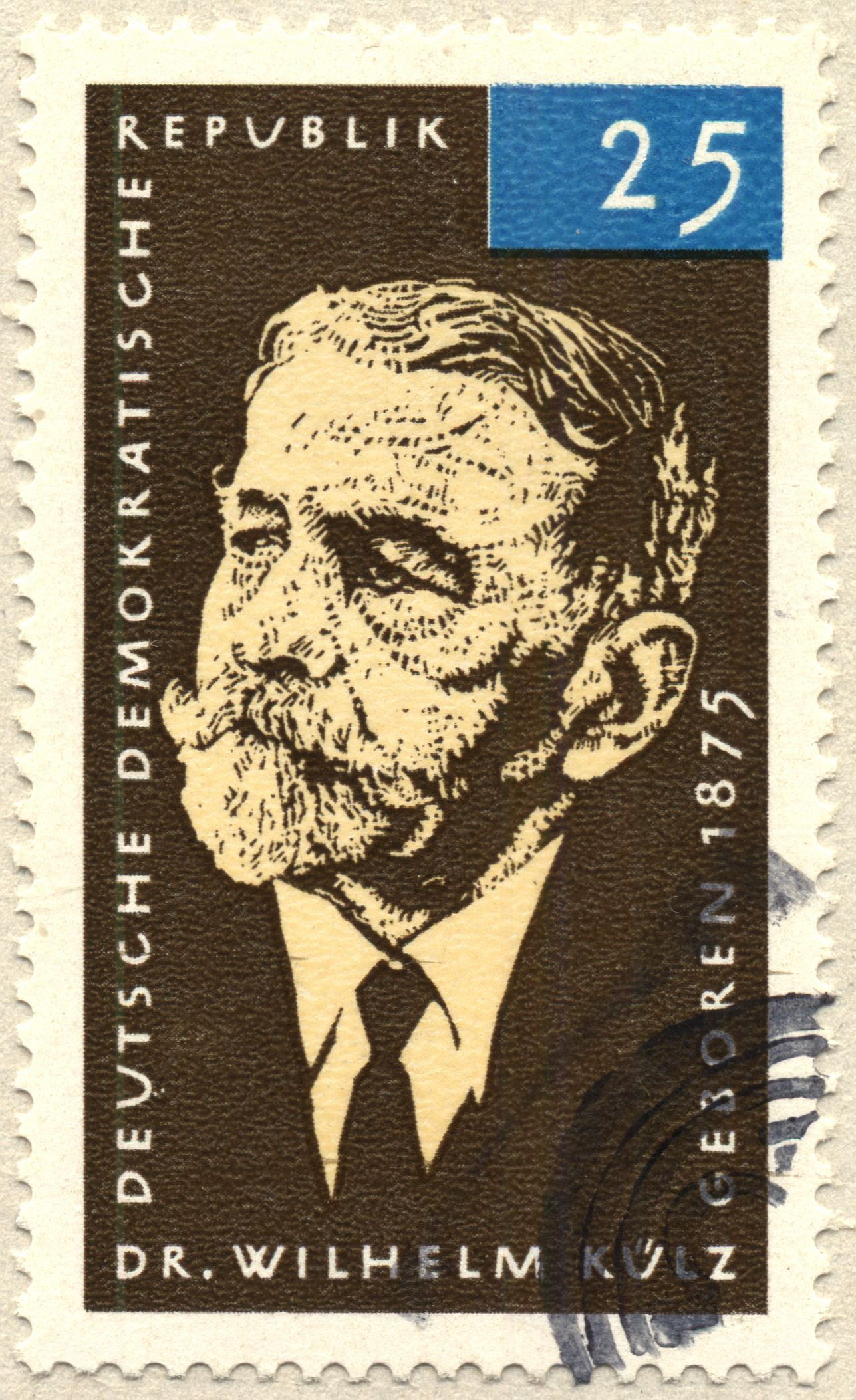
Wilhelm Külz